# Tolnai Tibor (festő)
Tolnai Tibor (névváltozat:Tolnay Tibor; Nagyvárad, 1932. július 6. – Nagyvárad, 2009. október 27.) nagyváradi magyar festőművész, grafikus.

## Életútja, munkássága
Tanulmányait szülővárosában végezte. Művészképzésben Miklóssy Gábor festőiskolájában (1947–49), majd a helyi Népművészeti Iskola képzőművészeti szakán - Kiss Elek festőművész irányításával - részesült (1959). 1964-ben a nagyváradi Népművészeti Iskola dramaturgia szakán is diplomát szerzett. A színház vonzáskörében élt: 1952–64 között dekoratőrként dolgozott, így került a színház magyar tagozatához díszlettervezőnek. 1975-től 1990-ig, mint a nagyváradi Képzőművészek Szövetségének tagja, részt vett a Szövetség csoportos kiállításain. Mintegy félszáz egyéni kiállítása, könyv alakban megjelent tollrajzai és könyvillusztrációi fémjelzik festői munkásságát.
A róla elnevezett Tolnay Tibor Várgalériában látható állandó kiállítása.

## Könyvekben megjelent munkái
- Szerelmem, Várad (tollrajzok a Varadinum Ünnepségek alkalmából, Nagyvárad, 1994);
- Nagyszalonta: Arany város (Nagyvárad, 1994);
- Marad a szerelem (Nagyvárad, 1996).

Grafikáival jelent meg többek között Aurel Dîmbroveanu egy verskötete (Nagyvárad, 1992), Diósszilágyi Ibolya Költő a Holnap városában (Nagyvárad, 1994) c. könyve.
Színpadképeket készített az Elektra (1971), a Végzetes szerelem (1987), a Muzsikáló Várad (Papp Magda-emlékest, 1996) c. előadásokhoz.